# 焼津GRユナイテッド
焼津GRユナイテッド（やいづジーアールユナイテッド英語: YAIZU GR UNITED）は、静岡県焼津市を本拠地として3x3.EXE PREMIERに所属するプロ3x3（3人制バスケットボール）チームである。
2018年、静岡県内初のプロ3x3チームとして結成。2019年、女子チームが3x3.EXE PREMIERに参戦